# Khí quyển Sao Kim
Khí quyển Sao Kim là lớp khí bao quanh Sao Kim có thành phần chủ yếu là cacbon dioxit. So với Trái Đất, khí quyển Sao Kim nóng và dày hơn nhiều. Tại bề mặt, nhiệt độ là 740 K (467 °C, 872 °F) và áp suất đạt 93 bar (9,3 MPa), cỡ áp suất ở 900 m (3.000 ft) dưới nước trên Trái Đất. Khí quyển Sao Kim hỗ trợ mây mờ axit sunfuric khiến ta không thể quan sát bề mặt của nó từ quỹ đạo hay Trái Đất bằng quang học. Thông tin về địa hình chỉ có thể thu thập được nhờ ảnh ra-đa. Sau cacbon dioxit, thành phần chính kế tiếp là nitơ. Các hợp chất hóa học khác hiện hữu chỉ với một lượng rất nhỏ.
Mikhail Lomonosov là người đầu tiên đưa ra giả thuyết về sự tồn tại của khí quyển trên Sao Kim dựa vào lần quan sát Sao Kim đi qua vào năm 1761 tại một đài thiên văn nhỏ gần nhà ông ở Saint Petersburg, Nga.
Khí quyển Sao Kim ở trạng thái hoàn lưu mạnh mẽ. Lớp trên của tầng đối lưu phô bày hiện tượng siêu quay, trong đó khí quyển chỉ mất bốn ngày Trái Đất để đi một vòng quanh hành tinh, nhanh hơn nhiều ngày thiên văn của Sao Kim là 243 ngày Trái Đất. Gió hỗ trợ sự siêu quay thổi với vận tốc 100 m/s (~360 km/h hay 220 mph) hoặc hơn, gấp 60 lần tốc độ quay của Sao Kim, trong khi những cơn gió mạnh nhất trên Trái Đất chỉ đạt 10 đến 20% tốc độ quay của Trái Đất. Song mặt khác gió trở nên ngày một dịu đi khi tiến gần bề mặt, nơi vận tốc chỉ đạt 10 km/h (2,8 m/s). Gần địa cực là các cấu trúc xoáy nghịch gọi là xoáy cực, mỗi xoáy có hai mắt và thể hiện đặc điểm kiểu mây hình chữ S. Phía trên là tầng trung lưu ngăn cách tầng đối lưu và tầng nhiệt. Tầng nhiệt cũng biểu thị đặc điểm hoàn lưu mạnh nhưng bản chất rất khác – khí ở bán cầu sáng bị ánh sáng mặt trời làm nóng và ion hóa một phần di chuyển sang bán cầu tối, tại đó chúng tái hợp và chìm xuống.
Khác với Trái Đất, Sao Kim không có từ trường. Tầng ion của nó ngăn cách khí quyển với không gian phía ngoài và gió mặt trời. Lớp ion này ngăn chặn từ trường mặt trời, ban cho Sao Kim một môi trường từ riêng, được xem là từ quyển thu được của Sao Kim. Các khí nhẹ hơn như hơi nước không ngừng bị gió mặt trời thổi bay qua đuôi từ quyển này. Có suy đoán rằng khí quyển Sao Kim bốn tỉ năm trước giống nhiều Trái Đất với nước lỏng trên bề mặt. Sự bay hơi của nước và sự gia tăng hàm lượng các loại khí nhà kính sau đó có lẽ đã gây ra hiệu ứng nhà kính mất kiểm soát.
Bất chấp điều kiện khắc nghiệt trên bề mặt, áp suất khí quyển và nhiệt độ ở độ cao 50 đến 65 km của Sao Kim gần tương tự như Trái Đất, do đó thượng tầng Sao Kim là khu vực giống Trái Đất nhất trong Hệ Mặt Trời, thậm chí hơn cả bề mặt Sao Hỏa. Vì sự tương đồng về áp suất và nhiệt độ cùng thực tế rằng oxy và nitơ là khí nâng trên Sao Kim giống như heli là khí nâng trên Trái Đất, thượng tầng Sao Kim đã được đề xuất làm địa điểm thăm dò và thuộc địa hóa.

## Tiến hóa
Căn cứ vào những nghiên cứu về cấu trúc mây hiện tại và địa chất bề mặt cùng thực tế rằng Mặt Trời đã sáng hơn 25% so với khoảng 3,8 tỉ năm trước, người ta cho rằng môi trường thời đầu của Sao Kim khá giống Trái Đất với nước lỏng trên bề mặt. Tại một thời điểm nào đó trong quá trình tiến hóa của Sao Kim, hiệu ứng nhà kính mất kiểm soát đã diễn ra dẫn đến khí quyển chủ yếu là khí nhà kính hiện tại. Sự chuyển biến này không rõ chính xác xảy ra khi nào nhưng ước tính là khoảng 4 tỉ năm trước. Việc nước bề mặt bốc hơi và hàm lượng các loại khí nhà kính gia tăng tiếp sau có thể là nguyên nhân gây hiệu ứng nhà kính mất kiểm soát. Vì lẽ đó khí quyển Sao Kim rất được chú ý trong bối cảnh nghiên cứu biến đổi khí hậu trên Trái Đất.
Trên bề mặt Sao Kim không có dạng địa chất nào gợi ý sự hiện diện của nước trong vài tỉ năm qua. Tuy nhiên không có lý do gì để cho rằng những quá trình mà tạo nên Trái Đất và cung cấp nước cho nó vào thời đầu lịch sử không diễn ra ở Sao Kim, nước khả năng đến từ đá nguyên thủy tạo thành hành tinh hoặc sao chổi sau này. Quan điểm phổ biến trong giới khoa học là nước đã tồn tại trong khoảng 600 triệu năm trên bề mặt Sao Kim trước khi bốc hơi, dù vậy một số người như David Grinspoon tin rằng con số này có thể lên tới 2 tỉ năm. Các mô phỏng GCM kết hợp hiệu ứng nhiệt của mây với thủy quyển Sao Kim đang phát triển cũng ủng hộ một quãng thời gian đại dương duy trì lâu hơn.
Số đông các nhà khoa học tin rằng Trái Đất thưở đầu trong liên đại Hỏa Thành có khí quyển giống khí quyển Sao Kim với khoảng 100 bar CO2, nhiệt độ bề mặt 230 °C, và thậm chí có thể là mây axit sunfuric. Sự đổi khác đến vào khoảng 4 tỉ năm trước khi kiến tạo mảng thực sự vận động và cùng với những đại dương nước ban đầu loại bỏ CO2 và lưu huỳnh khỏi khí quyển. Do đó Sao Kim thời kỳ đầu nhiều khả năng có những đại dương nước như Trái Đất nhưng mọi kiến tạo mảng sẽ chấm dứt khi Sao Kim mất đi đại dương. Theo ước tính tuổi của bề mặt của Sao Kim là khoảng 500 triệu năm, vậy nên không mong đợi nó sẽ cho thấy bằng chứng của kiến tạo mảng.